# Abu Jusuf II
Abu Jakub Jusuf II (arab. المستنصر بالله يوسف بن الناصر = Al-Mustanṣīr Bi-llah Yūsuf ibn an-Nāṣir; ur. 1197, zm. 1224) – kalif Maroka z dynastii Almohadów, syn kalifa Muhammada an-Nasira. Wstąpił na tron po śmierci swojego ojca.

## Życiorys
Za rządów Abu Jakuba Jusufa II rozpoczął się powolny upadek dynastii. Maroko, osłabione po przegranej bitwie pod Las Navas de Tolosa, pogrążyło się w chaosie i walkach klanów. Chociaż zawarto zawieszenie broni z Aragonią i Kastylią, słabość dynastii wykorzystali Portugalczycy, zajmując w 1217 roku region Algarve. 
Również w samym Maroku widoczna stała się słabość Almohadów. Zachęceni niedoświadczeniem młodego władcy Marynidzi rozpoczęli zbrojne powstania pod wodzą Abdulhaka I i jego następców. Wprawdzie nie powiódł się ich atak na Fez w 1217 roku, jednak Almohadzi stopniowo tracili kontrolę nad odległymi, południowymi prowincjami. 
Abu Jakub Jusuf II zmarł w 1224 roku podczas corridy. Po ciężkich walkach dynastycznych i krótkotrwałych rządach Abd al-Wahida I i Abdullaha al-Adila nowym kalifem został Idris I.